# Pavare rombică
În geometrie pavarea rombică este o teselare a planului euclidian cu romburi identice având unghiurile de 60° și 120°. În fiecare vârf de 60° se întâlnesc câte 6 romburi, iar în fiecare vârf de 120° se întâlnesc câte 3 romburi.

## Proprietăți

Romb unitate pentru pavarea rombică duală la pavarea trihexagonală cu latura o unitate

Două pavări hexagonale cu laturile roșii și albastre generează dalele rombice

Patru pavări hexagonale cu laturile roșii, verzi, albastre și violete în interiorul unei pavări rombice

Pavarea rombică poate fi văzută ca o subdiviziune a unei pavări hexagonale cu fiecare hexagon divizat în trei romburi care se întâlnesc în centrul hexagonului. Această subdiviziune reprezintă o pavare compusă regulată. De asemenea, poate fi văzută ca o subdiviziune a patru pavări hexagonale, fiecare hexagon fiind divizat în 12 romburi.
Diagonalele fiecărui romb sunt în raportul 1:√3.
Aceasta este pavarea duală a pavării trihexagonale sau rețeaua kagome. Ca duală a unei pavări uniforme, este una dintre cele unsprezece pavări Laves posibile, iar în configurația feței pavărilor monoedrice este notată [3.6.3.6].
De asemenea, este una dintre cele 56 de pavări izoedrice cu patrulatere posibile și una dintre cele 8 pavări ale planului în care fiecare latură se află pe o dreaptă de simetrie a pavării.
Este posibil să se încorporeze pavarea rombică într-un subset a unei rețele de întregi tridimensionale, constând din punctele (x,y,z) cu | x + y + z| ≤ 1, în așa fel încât două vârfuri să fie adiacente dacă și numai dacă punctele rețelei corespunzătoare sunt la o distanță de o unitate unul față de celălalt și, mai important ca asta, numărul de laturi din calea cea mai scurtă între oricare două vârfuri ale pavărilor să fie aceeași cu distanța Manhattan dintre punctele rețelei corespunzătoare. Astfel, pavarea rombică poate fi privită ca un exemplu de graf cu distanțe unitate și cub parțial.

## Aplicații decorative și artistice
Pavarea rombică poate fi interpretată ca o proiecție izometrică a unui set de cuburi în două moduri diferite, formând o figură ambiguă legată de cubul Necker. În acest context este cunoscută sub numele de iluzia „cuburilor reversibile”.
În Metamorphosis I, Metamorphosis II și Metamorphosis III M.C. Escher folosește această interpretare a pavărilor ca o modalitate de transformarea între forme bidimensionale și tridimensionale. Într-o altă lucrare a sa, Cycle (1938), Escher s-a jucat cu tensiunea dintre bidimensionalitatea și tridimensionalitatea acestei pavări: în ea desenează o clădire care are atât blocuri cubice mari, cât și elemente arhitecturale (desenate izometric), și o terasă la etaj pavată cu pavarea rombică. O figură umană coboară de pe terasă în curte pe lângă cuburi, devenind mai stilizată și mai bidimensională pe măsură ce face acest lucru. Aceste lucrări implică doar o singură interpretare tridimensională a pavărilor, dar în Convex și Concav Escher experimentează cu figuri reversibile în general și introduce o reprezentare a iluziei cuburilor reversibile pe un steag din scenă.
Pavarea rombică este folosită și ca model pentru parchetări și pentru acoperirea podelelor sau a pereților, uneori cu variații în formele romburilor. Ea apare în mozaicurile antice grecești din pardoseala din Delos și în pavarea podelelor italiene din secolul al XI-lea, deși dalele cu acest model din Catedrala din Siena sunt dintr-o epocă mai recentă. În matlasări este cunoscut încă din anii 1850.. În aceste aplicații decorative romburile pot apărea în mai multe culori, dar de obicei se folosec trei niveluri de umbrire, cele mai strălucitoare pentru romburi cu diagonale lungi orizontale și mai întunecate pentru romburi cu celelalte două orientări, pentru a le spori aspectul tridimensional.

## Poliedre și pavări înrudite
Pavarea rombică este duala pavării trihexagonale. Este una dintre multele moduri diferite de pavare a planului cu romburi congruente. Altele sunt variații aplatizate în diagonală a pavării pătrate (cu simetrie de translație pe toate cele patru laturi ale rombului), ca pavarea utilizată de modelul de pliere Miura-ori (alternând între translație și simetria de reflexie) și pavarea Penrose⁠(d), care folosește aperiodic⁠(d) două tipuri de romburi cu unghiuri ascuțite de 36° și 72°. Când se permite mai mult de un tip de romb sunt posibile pavări suplimentare, inclusiv unele care sunt echivalente din punct de vedere topologic cu pavarea rombică, dar cu simetrie mai mică.
De asemenea, pavări echivalente combinatoric cu pavarea rombică pot fi realizate cu paralelograme și interpretate ca proiecții axonometrice ale laturilor cuburilor tridimensionale.
Există doar opt pavări ale planului de tip teselare pe laturi cu proprietatea că reflexia oricărei dale față de oricare dintre laturile sale produce o altă pavare; una dintre ele este pavarea rombică.

## Exemple

Pavare rombică suprapusă peste duala sa, pavarea trihexagonală
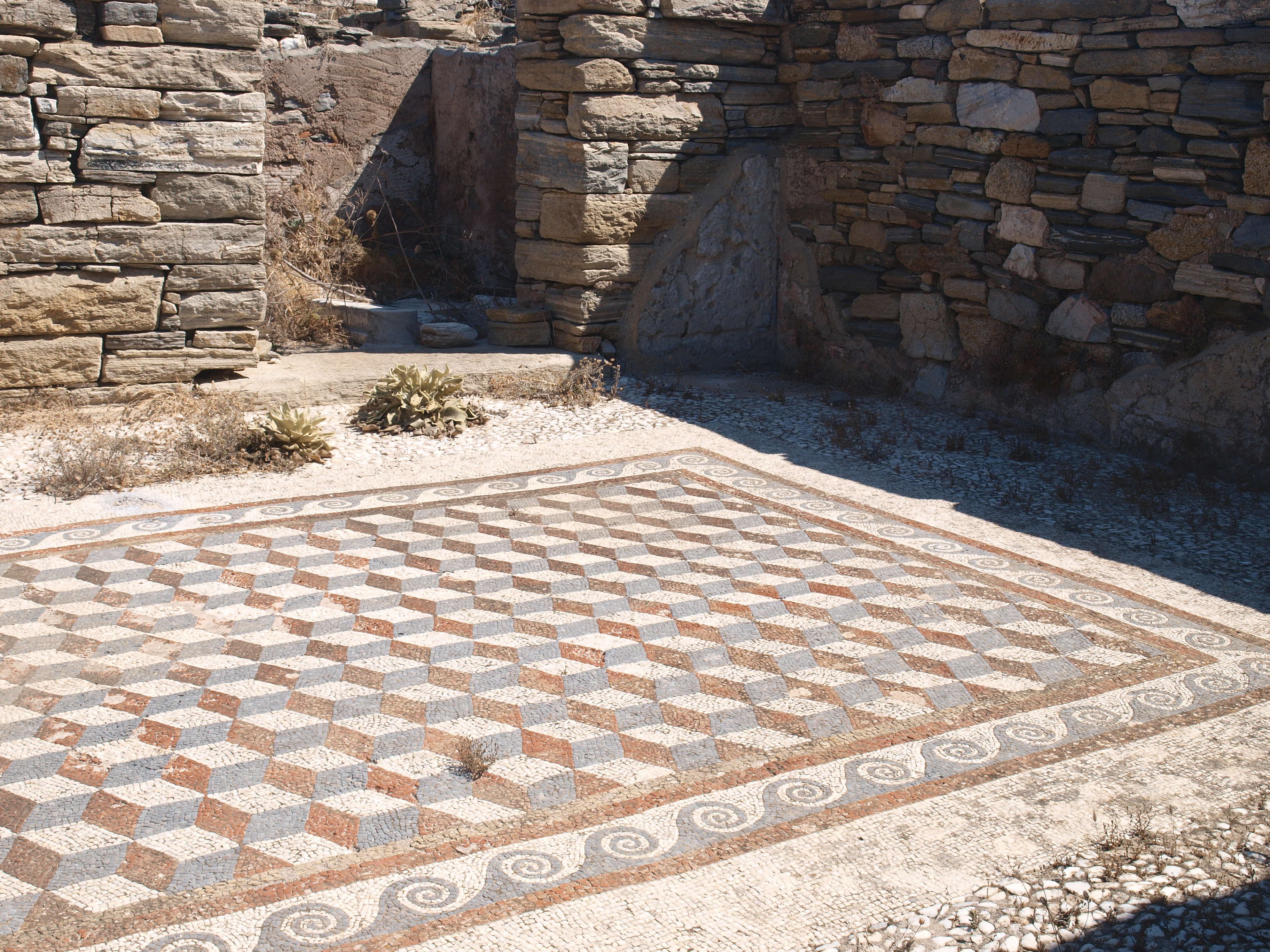
Pavare rombică în mozaicul din Delos
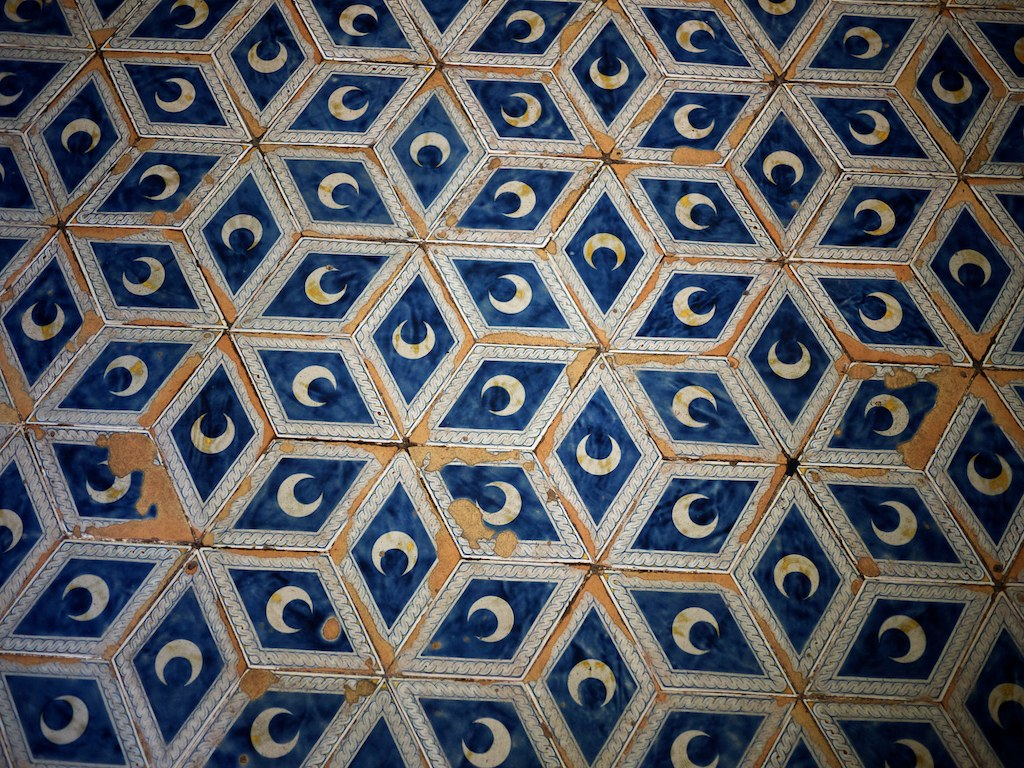
Model de pavare rombică în catedrala din Siena
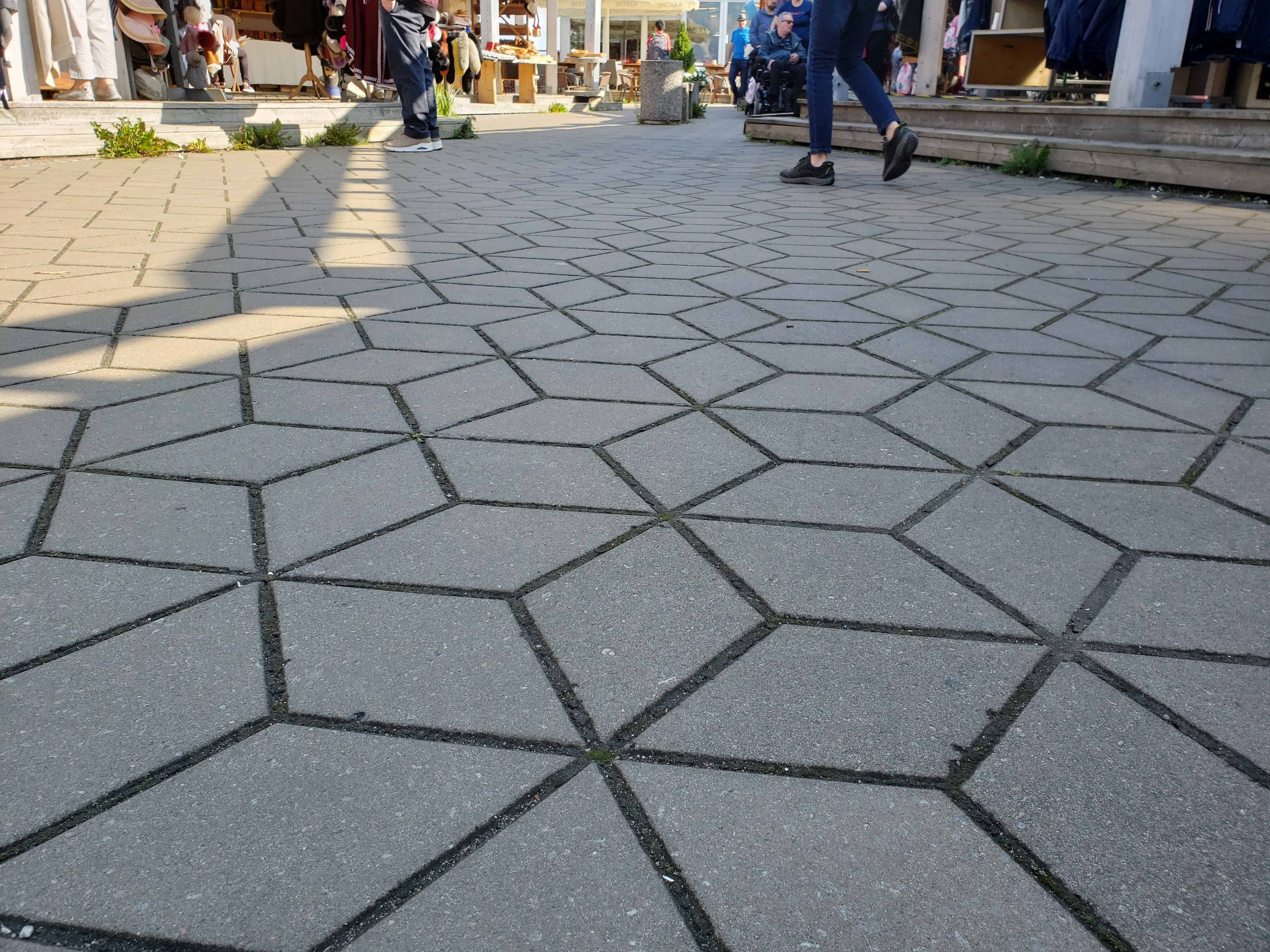
Pavare rombică într-un terminal din Tallinn